# Cleora dothionis
Cleora dothionis là một loài bướm đêm trong họ Geometridae.